# Růžová (přírodní rezervace)
Růžová je přírodní rezervace poblíž města Rýmařov v okrese Bruntál. Důvodem ochrany jsou mokřadní ekosystémy podél pramenného úseku Růžového potoka, v nichž se vyskytují zvláště chráněné druhy živočichů a rostlin.